# Brauerei Hacklberg
Die Brauerei Hacklberg befindet sich seit 1618 im Stadtteil Hacklberg von Passau. Das Brauhaus hatte 1997 einen Ausstoß von 331.576 Hektolitern und zählt somit zu den großen Brauereien Niederbayerns. Die Brauerei befindet sich im Besitz des Bistums Passau.

## Brauerei

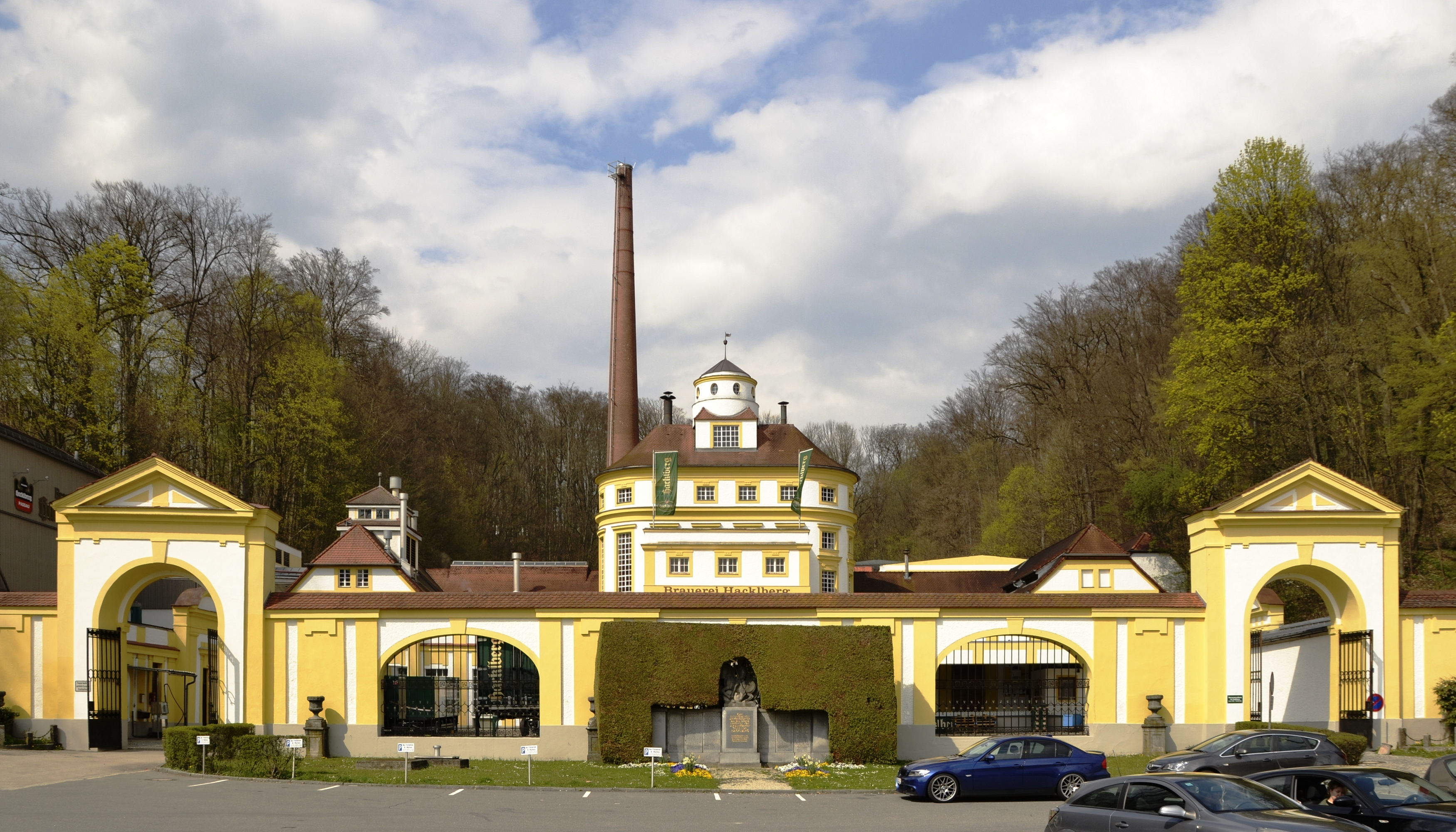
Die Brauerei

1675 verlegte Fürstbischof Sebastian von Pötting das Hochfürstliche Bräuhaus in das seines Quellwassers wegen geschätzte Hacklberg. Die Brauerei gehörte zum Schloss Hacklberg, das um 1698 wesentlich ausgebaut wurde. 1796 entstand ein großer Bierlagerkeller, und das sogenannte „Weiße Brauhaus“ wurde im Jahr 1798 durch das „Braune Brauhaus“ erweitert.
Nach der Säkularisation in Bayern zeigte die bayerische Verwaltung nur Interesse an dem Bräuhaus, während das einst bedeutende Sommerschloss größtenteils verschwand. 1849 kauften die Brüder Jakob und Bartholomäus Hartl die nunmehr königliche Brauerei. Am 13. Mai 1897 konnte der Passauer Bischof die Brauerei für 850.000 Goldmark wieder erwerben. Der ursprüngliche Plan, das Schloss hierbei wieder als Sommerresidenz des Bischofs zu verwenden, wurde nach dem ersten Jahr wieder aufgegeben.
1913 wurde die Brauerei über dem 1796 errichteten Lagerkeller im Fuchsloch neu gebaut und erhielt dabei ihre heutige Gestalt. 1945 fielen die Mälzerei, das Turbinenhaus und Teile der Bürogebäude und des Fürstenbaus im Bereich des ehemaligen Schlosses einem Bombenangriff zum Opfer. Der Teil der alten Brauerei, der zuvor Fürstenbau und Bürogebäude (jetzt Bräustüberl) verbunden hat, ist noch teilweise als Ruine der Außenmauern erhalten und wird zurzeit als Parkplatz genutzt.
Die Mälzerei wurde 1951 wiedererrichtet, die Brauerei Hacklberg stellt aber heute kein eigenes Malz mehr her.
Am 26. Mai 2003 wurden die umfangreichen Restaurierungsarbeiten am noch erhaltenen Festsaal im Fürstenbau des ehemaligen Schlosses vollendet. Der große Gewölbekeller wird derzeit ebenfalls restauriert und soll ebenso wie der Festsaal als exklusiver Veranstaltungsraum genutzt werden. Seit 2006 ist Stephan Marold Direktor der Brauerei. Im Juli 2007 wurde im Logistikzentrum der Brauerei Hutthurm eine neue Abfüllanlage in Betrieb genommen. 2008 folgt eine neue Abfüllanlage für Fässer auf dem Gelände der Brauerei in Passau.

## HGL
Das „Hacklberger Getränke- und Logistikcenter“ befindet sich in Hutthurm an der B 12. Es  wurde 1997 errichtet und 2007 modernisiert. Die auf einer Fläche von auf 7600 m² installierte Abfüllanlage erreicht eine Stundenleistung von 36.000 Flaschen und gilt als eine der modernsten ihrer Art in Deutschland. An diesem Knotenpunkt werden alle Produkte der Brauerei zusammengeführt und mit dem brauereieigenen Fuhrpark an die Gastronomie, an etwa 1200 ostbayerische Getränkehändler sowie über den Hacklberger Heimdienst an Privathaushalte geliefert. Seit der Eingliederung der Innstadt Brauerei zum 1. Januar 2014 wurde die HGL in DGL, „Dreiflüsse Getränke- und Logistikzentrum“ umbenannt.

## Sortiment

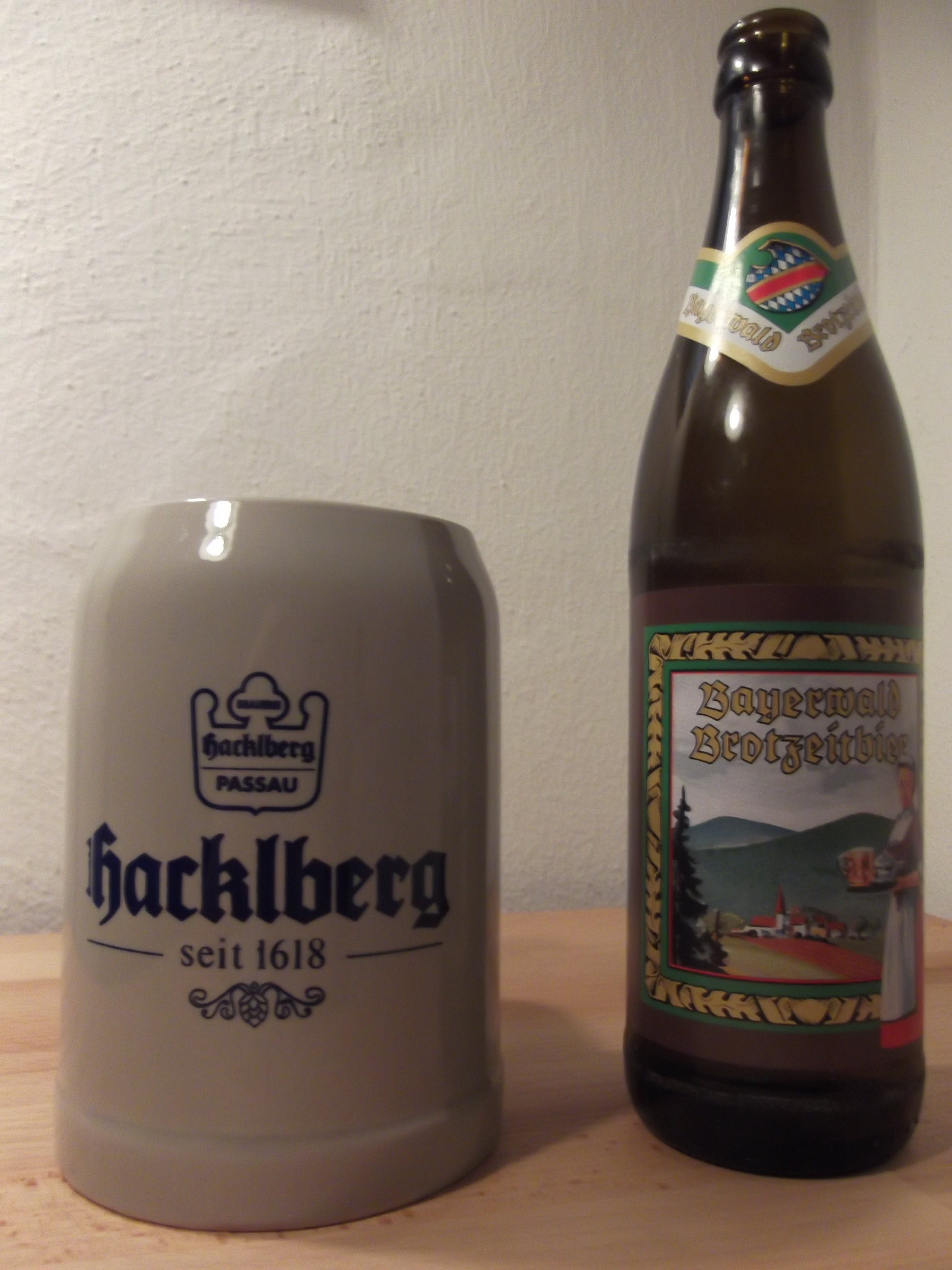
Tonkrug und Bierflasche Bayerwald Brotzeitbier

Neben dem Biersortiment (Marken Hacklberg und Innstadt) stellt die Brauerei Hacklberg unter den Markennamen Sonnenland und Frizz auch alkoholfreie Getränke her. Während die Hacklberger Biere mit dem sehr weichen Hacklberger Wasser gebraut werden, stammte das Wasser für die alkoholfreien Getränke aus der Kringeller Dachsberg-Quelle. Die Nutzung dieser Quelle wie auch die Marke Dachsberg wurden im Sommer 2017 aufgegeben.